# Jeff Ayres
Jeffrey Curtis "Jeff" Ayres, anteriormente llamado Jeff Pendergraph (Ontario, California, 29 de abril de 1987), es un jugador de baloncesto estadounidense que pertenece a la plantilla de los Indomables de Ciudad Juárez de la  Liga de Básquetbol Estatal de Chihuahua. Con 2,07 metros de altura, juega en la posición de ala-pívot.

## Trayectoria deportiva

### Universidad
Jugó durante cuatro temporadas con los Sun Devils de la Universidad Estatal de Arizona, en las que promedió 12,6 puntos y 7,5 rebotes por partido. En su primera temporada acabó siendo el segundo mejor anotador entre los novatos de la Pacific Ten Conference, promediando 10,9 puntos, a lo que añadió 6,1 rebotes por partido, lo que le supuso ser incluido en el mejor quiteto de rookies.
En su segunda temporada subió sus cifras hasta los 12,1 puntos y 9,1 rebotes, siendo esta última marca la segunda mejor de la historia de los Sun Devils. Consiguió en dos ocasiones llegar hasta los 19 rebotes, ante Oregon y Colgate.
En su última temporada promedió 14,5 puntos, con un 66% de tiros de campo, la mejor marca de todo el país, lo que le supuso aparecer en el mejor quinteto de la Pac-10. Su mejor registro anotador lo consiguió ante Stanford, con 31 puntos, a los que añadió 11 rebotes.

### Profesional
Fue elegido en la trigésimo primera posición del Draft de la NBA de 2009 por Sacramento Kings, siendo traspasado inmediatamente a Portland Trail Blazers a cambio de Sergio Rodríguez y los derechos del draft sobre la elección 38, Jon Brockman. El 22 de diciembre pudo por fin debutar como profesional, jugando 4 minutos ante Dallas Mavericks, en los que anotó 2 puntos.
En diciembre de 2011, fichó por los Indiana Pacers, equipo con el que jugó hasta 2013.
En julio de 2013, firmó por dos temporadas con los San Antonio Spurs. El 15 de junio de 2014, Ayres ganó su primer campeonato de la NBA, después de que los Spurs derrotaran a los Miami Heat en las Finales de la NBA de 2014 con serie de 4-1.
[actualizar]
Disputó desde 2019 varias temporadas del BIG3 con los equipos Triplets, Bivouac y Ball Hogs.

## Estadísticas de su carrera en la NBA
|  | Denota temporada en la que ganó un Campeonato de la NBA |

### Temporada regular
| Año     | Equipo        | PJ  | PT | MPP  | %TC  | %3P  | %TL   | RPP | APP | ROB | TPP | PPP |
| ------- | ------------- | --- | -- | ---- | ---- | ---- | ----- | --- | --- | --- | --- | --- |
| 2009-10 | Portland      | 39  | 4  | 10.4 | .662 | .000 | .900  | 2.5 | .0  | .2  | .4  | 2.7 |
| 2011-12 | Indiana       | 20  | 1  | 5.3  | .417 | .000 | .571  | 1.6 | .2  | .2  | .1  | 1.7 |
| 2012-13 | Indiana       | 37  | 0  | 10.0 | .484 | .500 | .913  | 2.8 | .4  | .2  | .3  | 3.9 |
| 2013-14 | San Antonio   | 73  | 10 | 13.0 | .580 | .000 | .691  | 3.5 | .8  | .2  | .3  | 3.3 |
| 2014-15 | San Antonio   | 51  | 0  | 7.5  | .579 | .000 | .750  | 2.3 | .3  | .2  | .2  | 2.7 |
| 2015-16 | L.A. Clippers | 17  | 0  | 6.3  | .522 | .000 | 1.000 | 1.3 | .3  | .0  | .2  | 1.8 |
| Total   | Total         | 237 | 15 | 9.8  | .553 | .400 | .776  | 2.7 | .4  | .2  | .3  | 2.9 |

### Playoffs
| Año   | Equipo      | PJ | PT | MPP | %TC  | %3P  | %TL  | RPP | APP | ROB | TPP | PPP |
| ----- | ----------- | -- | -- | --- | ---- | ---- | ---- | --- | --- | --- | --- | --- |
| 2010  | Portland    | 3  | 0  | 5.7 | .500 | .000 | .750 | .7  | .0  | .7  | 1.0 | 2.3 |
| 2012  | Indiana     | 4  | 0  | 2.3 | .333 | .000 | .000 | .5  | .0  | .0  | .0  | .5  |
| 2013  | Indiana     | 9  | 0  | 7.9 | .333 | .000 | .000 | 2.0 | .1  | .0  | .2  | 1.8 |
| 2014  | San Antonio | 17 | 0  | 3.8 | .462 | .000 | .625 | 1.1 | .3  | .0  | .0  | 1.0 |
| 2015  | San Antonio | 3  | 0  | 4.0 | .000 | .000 | .000 | 1.0 | .7  | .0  | .0  | .0  |
| Total | Total       | 36 | 0  | 4.8 | .378 | .000 | .667 | 1.2 | .2  | .1  | .1  | 1.2 |